# Bailarina española (Joan Miró)
Bailarina española, también conocida como Danseuse espagnole, es una pintura al óleo realizada por Joan Miró el año 1928 y que actualmente forma parte de la colección permanente del Centro Georges Pompidou de París. Pertenece a la serie de pinturas-objeto que el pintor realizó tras declarar que quería «asesinar la pintura».

## Antecedentes
La serie de bailarinas españolas se sitúan después de la creación de los paisajes y retratos imaginarios. Es durante este periodo que el pintor utiliza cualquier material para crear las obras, haciendo las famosas pinturas-objeto, como lo es también la conocida Pintura (Miró 1930) (yeso , óleo sobre lienzo) de 1940. Miró lanza un verdadero desafío contra la pintura, apreciado por Louis Aragón:

la extrema y arrogante pobreza de los materiales
 Louis Aragón

## Descripción
Se trata de una composición minimalista que contiene exactamente cuatro elementos
1. Un corcho
2. Un pájaro de plumas, de color marrón oscuro;
3. Un sombrero, de acero;
4. Un panel de madera pintado de blanco

La tapa y la pluma se enganchan en la anchura de la parte superior, en la mitad de los paneles de madera. La pluma está ligeramente inclinada hacia la derecha y es un tutú. El pasador atraviesa el corcho, la punta de la figura representa el pie de la bailarina. La cabeza de la aguja parece el de la bailarina.

## Historia
Es el espíritu de la irresponsabilidad dada lo que causa la mayor libertad inmediata de Miró.Bonnefoy,, p. 14 Paul Éluard describe una de las copias de la serie:

Una de las dos mejores mujeres que he conocido, cuando me encontré con ella, se había enamorado de una pintura de Miró  bailarina española. En el lienzo en blanco, una aguja de sombrero de ala y pluma
 Paul Éluard.

La obra fue adquirida por André Breton. Su hija la donó al Centro Georges Pompidou el año 2003.